# Tarsus
För andra betydelser, se Tarsus (olika betydelser).
Tarsus (klassisk grekiska Ταρσός, Tarsos, hettitiska Tarsa) är en stad i Kilikien i södra Turkiet, belägen på ett bördigt slättland mellan Taurusbergen norr om staden och Medelhavskusten några mil söderut, vid floden Kydnos (nu Tarsus Çay). Staden tillhör provinsen Mersin och hade 241 876 invånare i slutet av 2011. Den var den kristne aposteln Paulus hemstad.

## Historia
Tarsus har en historia på över 9 000 år och har länge varit ett viktigt stopp för handelsmän. För sin betydenhet hade Tarsus, som var bebott av en brokig folkblandning, att tacka först och främst sin goda och väl anlagda hamn, ursprungligen en sötvattenslagun, och vidare den förträffliga väg det låtit anlägga över Taurus genom den s.k. "kilikiska porten", som spelat en så stor roll i Asiens krigshistoria från Kyros d.y. till första korståget. Förmodligen var staden en gammal jonisk koloni, som 850 f.Kr. intogs av assyrerna. Staden kom sedermera under persiskt välde och var till en början styrd av lydfurstar, ofta med namnet eller titeln Syennesis, sedan under satraper. Seleukiderna blev därefter stadens herrar, innan Pompejus gjorde den romersk. Det var där, på Kydnos, som Marcus Antonius mötte Kleopatra och sitt öde. Under den romerska kejsartiden fanns i Tarsus en berömd högskola. Paulus var född i staden, som då hade romersk borgarrätt.
Araberna erövrade och förstörde staden efter 660. Sedan företog kaliferna oupphörligt strövtåg dit. Den östromerske kejsaren Nikeforos II Fokas återtog den 965. Under det första korståget erövrades Tarsus av Balduin och Tankred. Sedan lydde Tarsus under Mindre Armenien nära tre århundraden, tills turkarna kom i besittning av staden i början av 1500-talet. Ännu i dag finns vidsträckta ruiner av den gamla staden. De är dock till största delen begravda under jorden. Hamnen är sedan kejsar Justinianus tid förstörd.